# Якоб Корнеліс ван Остзанен
Якоб Корнеліс ван Остзанен (нід. Jacob Cornelisz van Oostsanen, нар. бл. 1475, Остзан — пом. 1533, Амстердам) — нідерландський художник. Мав прізвисько «Якоб-війна».

## Життєпис
Народився у с. Остзан, неподалік Амстердаму. Точна дата його народження не відома. Згодом перебрався до Амстердаму. Також не знано в кого навчався майбутній художник. Уже у 1490-х роках став заможним митцем, тому що у 1500 році зумів купити власний будинок. Усе життя працював в Амстердамі. У 1505 році його ім'я з'являється в реєстрі гільдії Святого Луки.
Помер у 1533 році в Амстердамі.
Справу ван Остзанена продовжили сини Дірк та Корнеліс Якобзони, а також онуки Корнеліс Антоніс та Якоб Діркзон.

## Творчість
У ранній період зазнав впливу Гарлемської школи, особливо художника Гертгена тот Сінт Янса, в подальшому захопився гравюрами Альбрехта Дюрера.
Малював картини на релігійні сюжети («Соломія з головою Іоанна Хрестителя», «Різдво Христове») і портрети («Едзард Великий, граф Східної Фрізландії»). В доробку Оостзанена є низка дивовижних вівтарних композицій (триптих «Поклоніння волхвів», 1515 рік, Амстердам). У 1518—1519 роках для міста Алкмар та у 1522 році для міста Горн розробляв церковні плафони та вітражі.
Портретні роботи Якоба Остзанена є одними з найбільш ранніх на півночі Європи. Невеликого зросту фігури, повернені обличчям до глядача, заповнюють простір його картин. Прагнучи оживити композиції своїх робіт, художник дещо перевантажує полотна деталями та архітектурно-орнаментальними мотивами.
Значна частина картин ван Остзанена загинула під час боротьби з іконами під час Нідерландської революції.

Окрім того, ван Остзанен відомий як гравер і майстер ксилографії. Найвідомішими є гравюри, що ілюструють страсті Христові. Усього з доробку Остзанена відомо про 200 гравюр.

Вибрані роботи
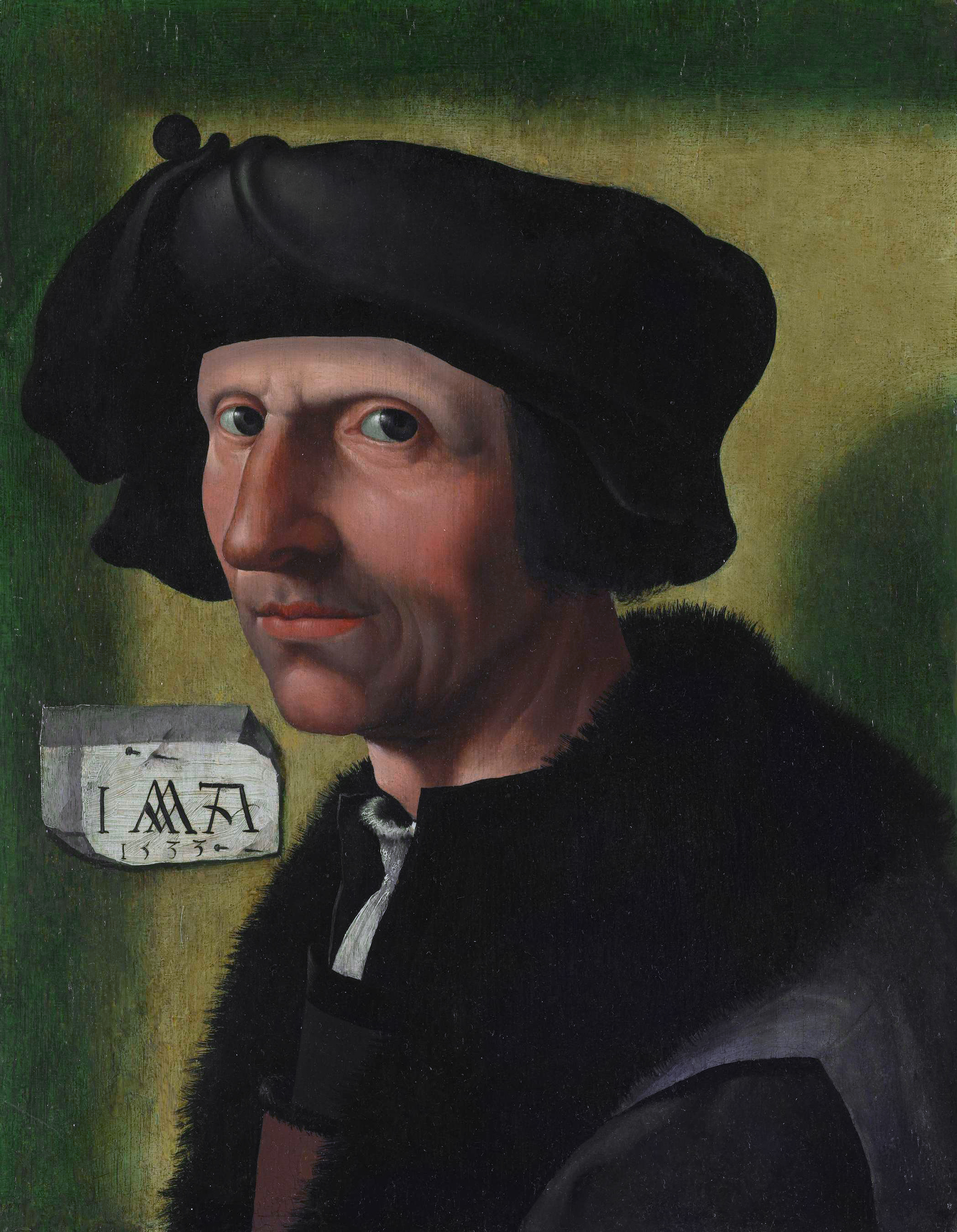
Автопортрет
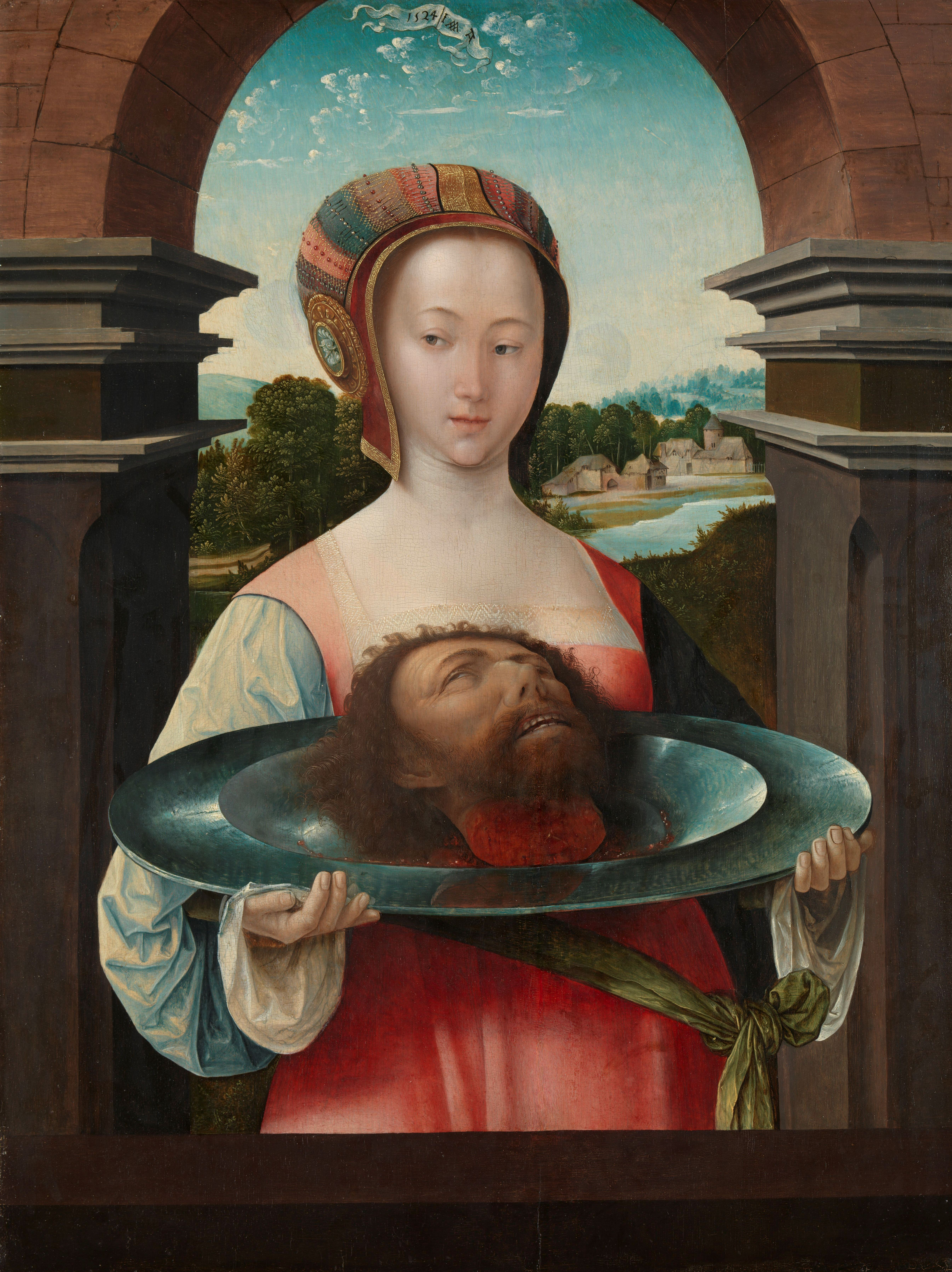
Саломея з головою Іоанна Хрестителя
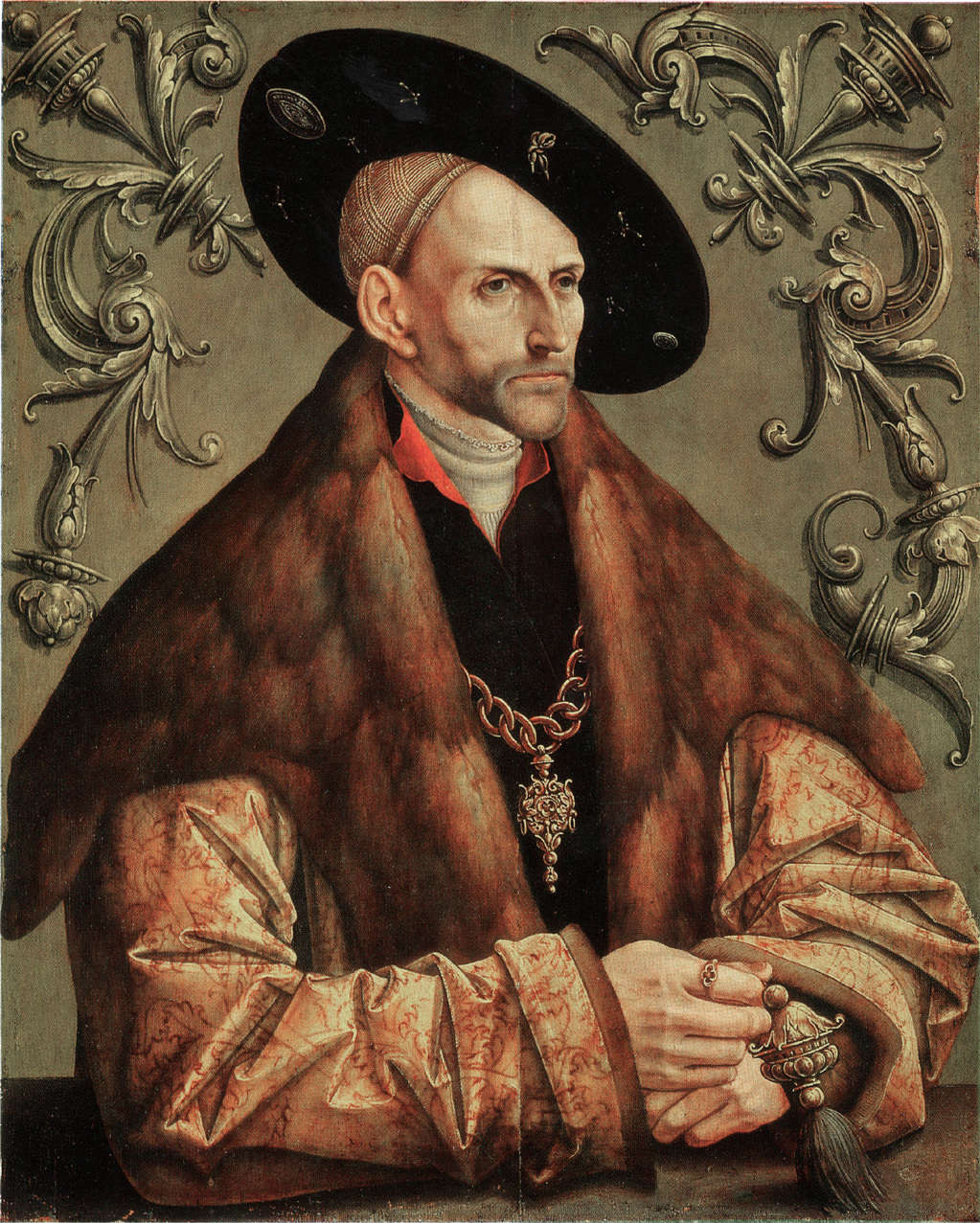
Портрет Едзарда I, графа Східної Фрисландії
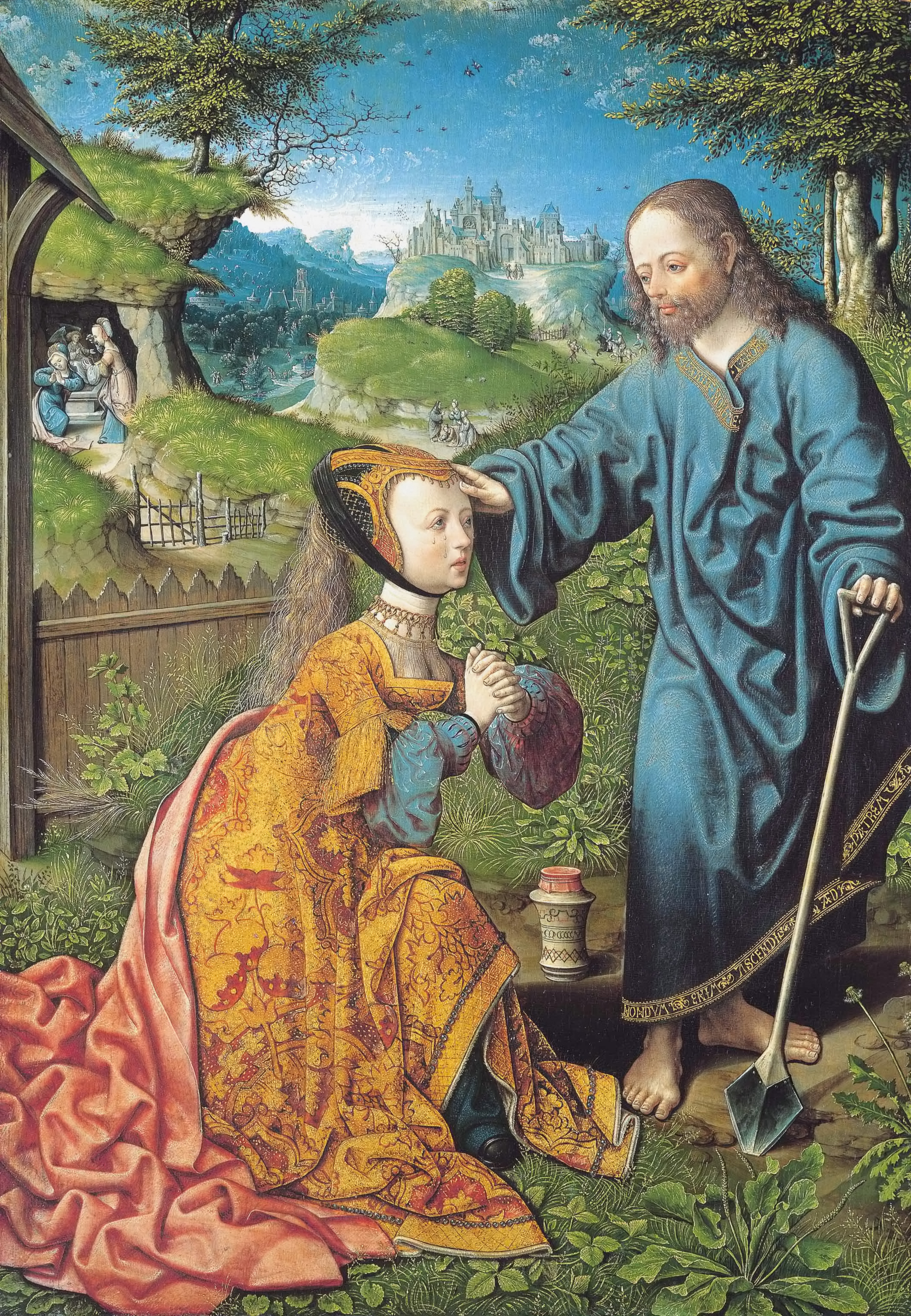
Христос являється Марії Магдалині як садівник
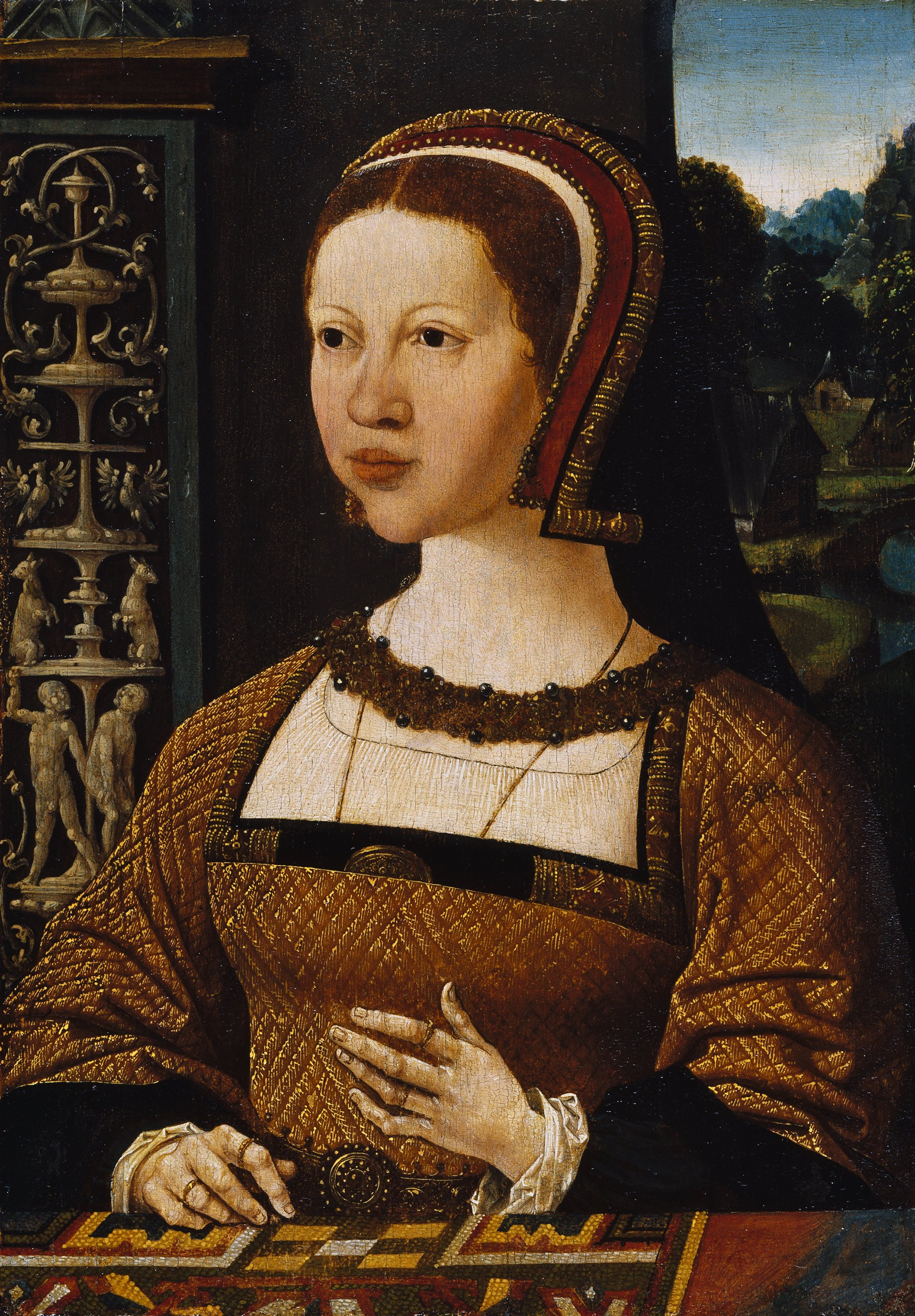
Жіночий портрет, можливо, Єлизавети Данської
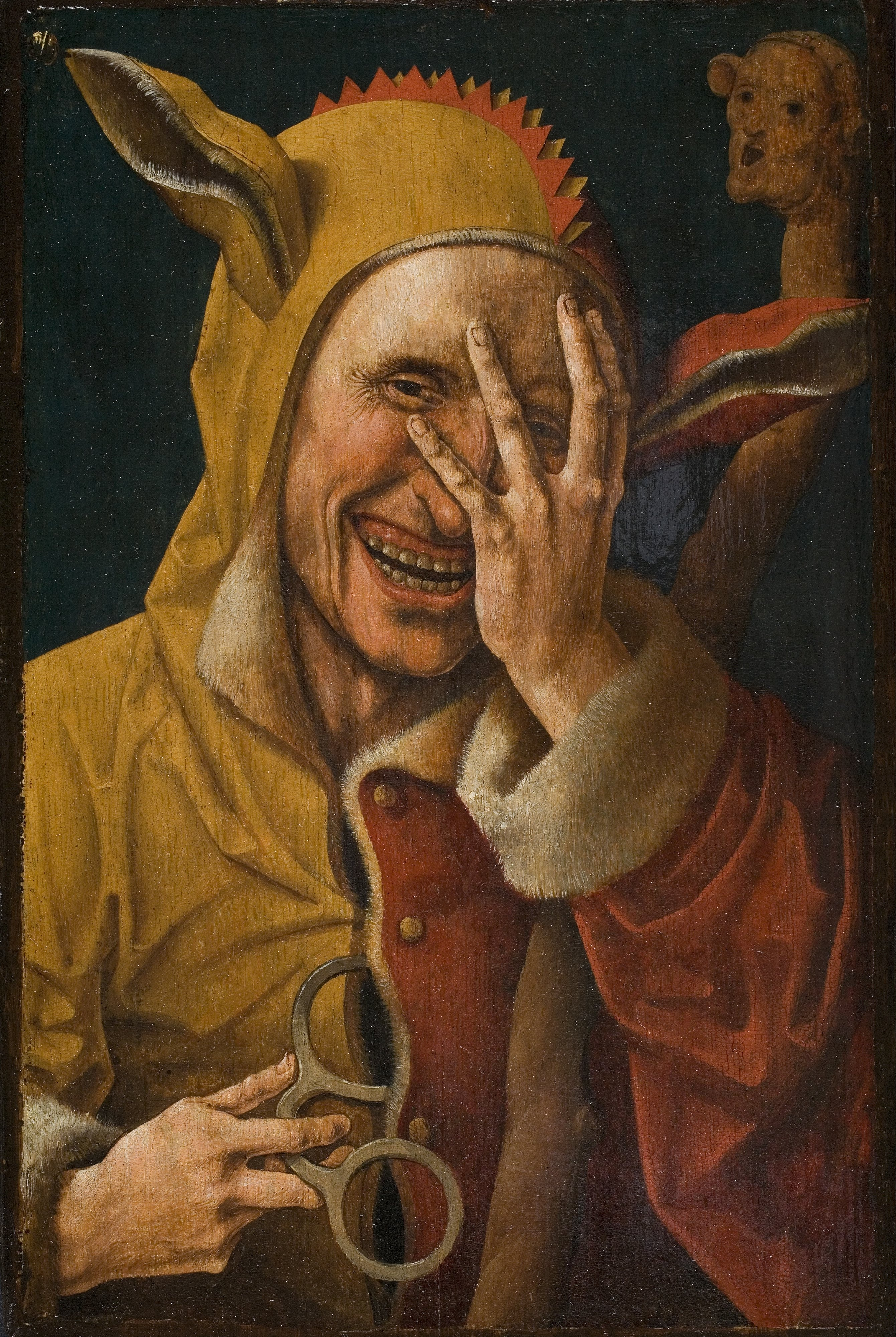
Дурень, що сміється
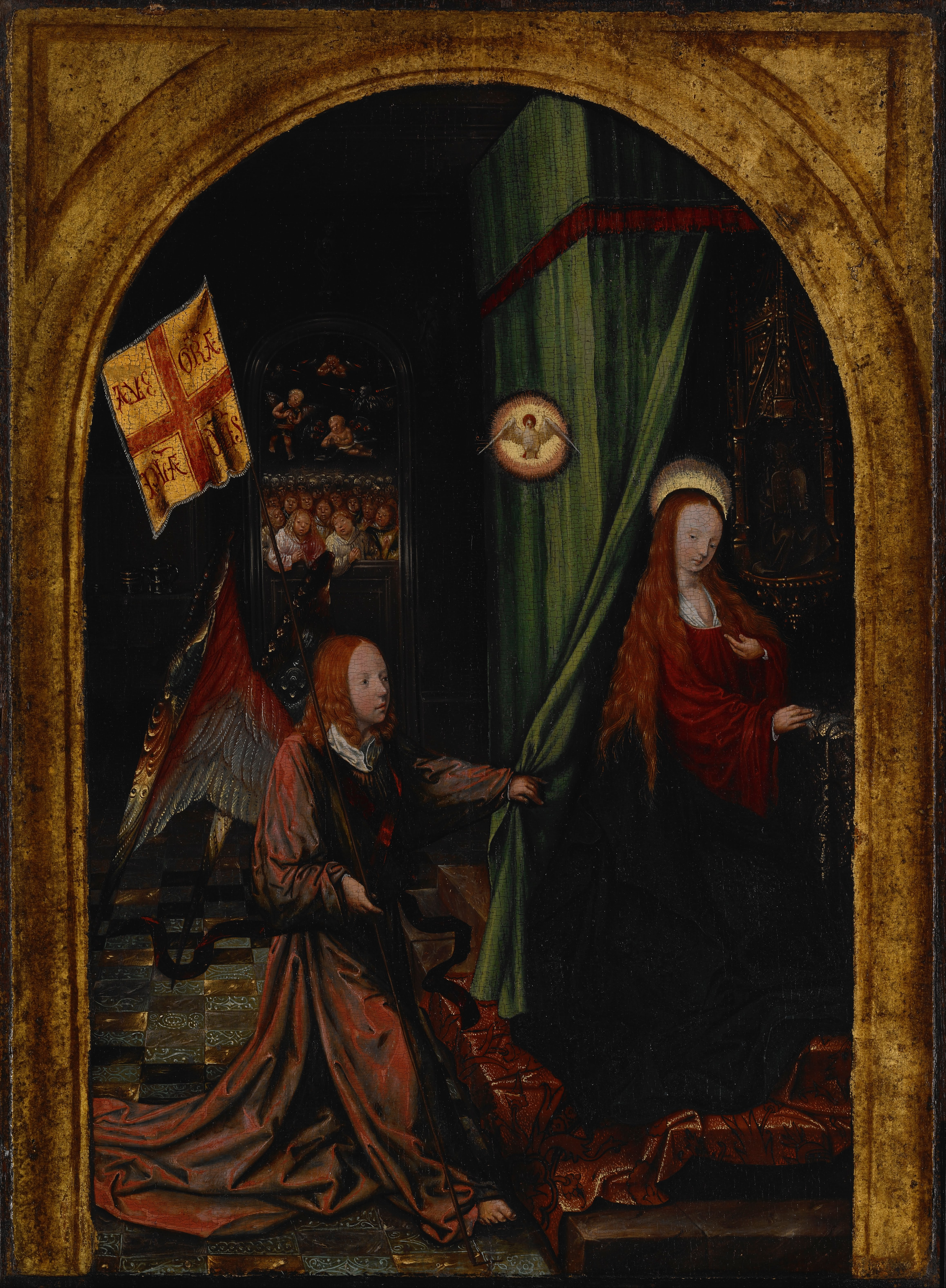
Благовіщення

Інші релігійні роботи
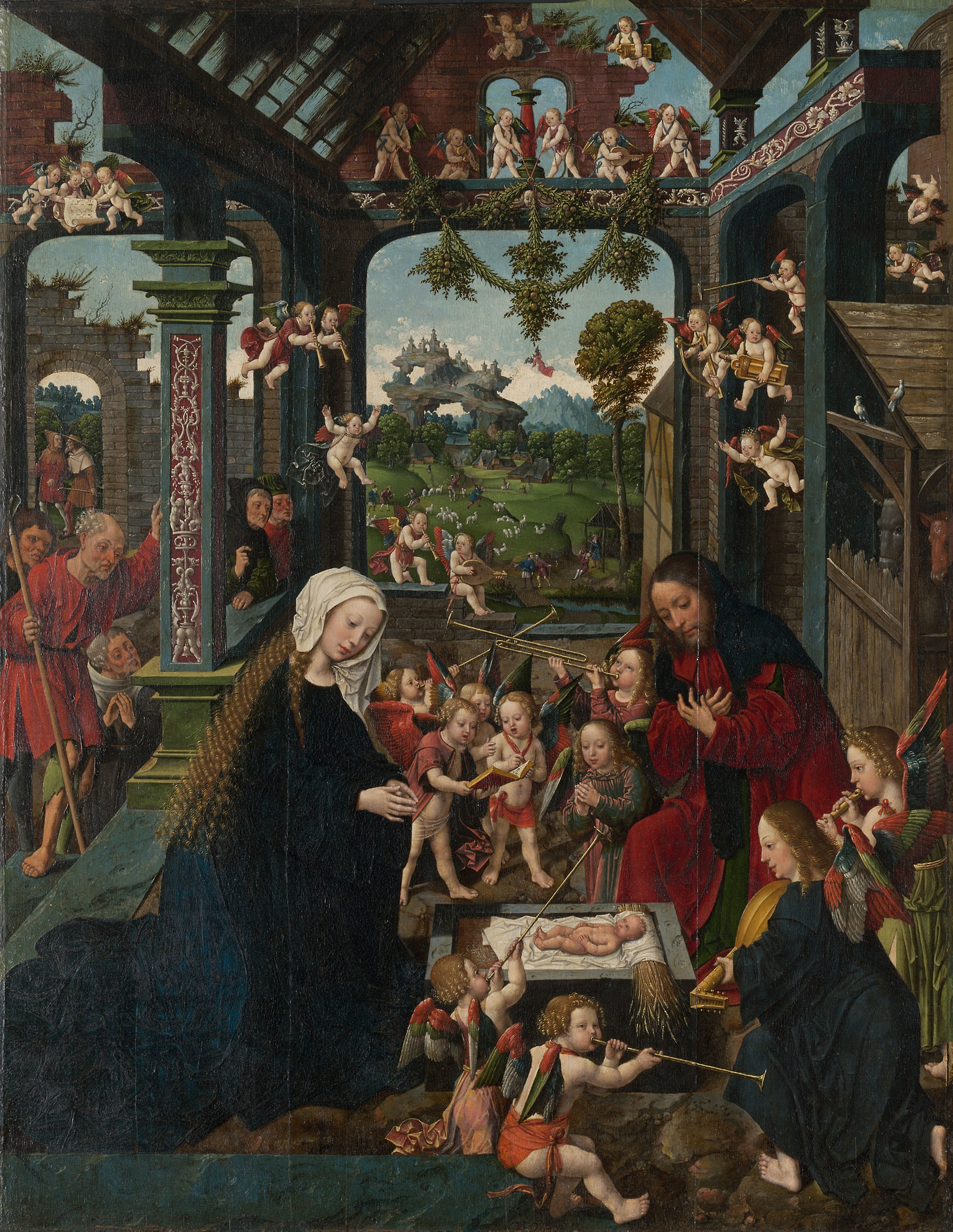
Поклоніння немовляті Христу
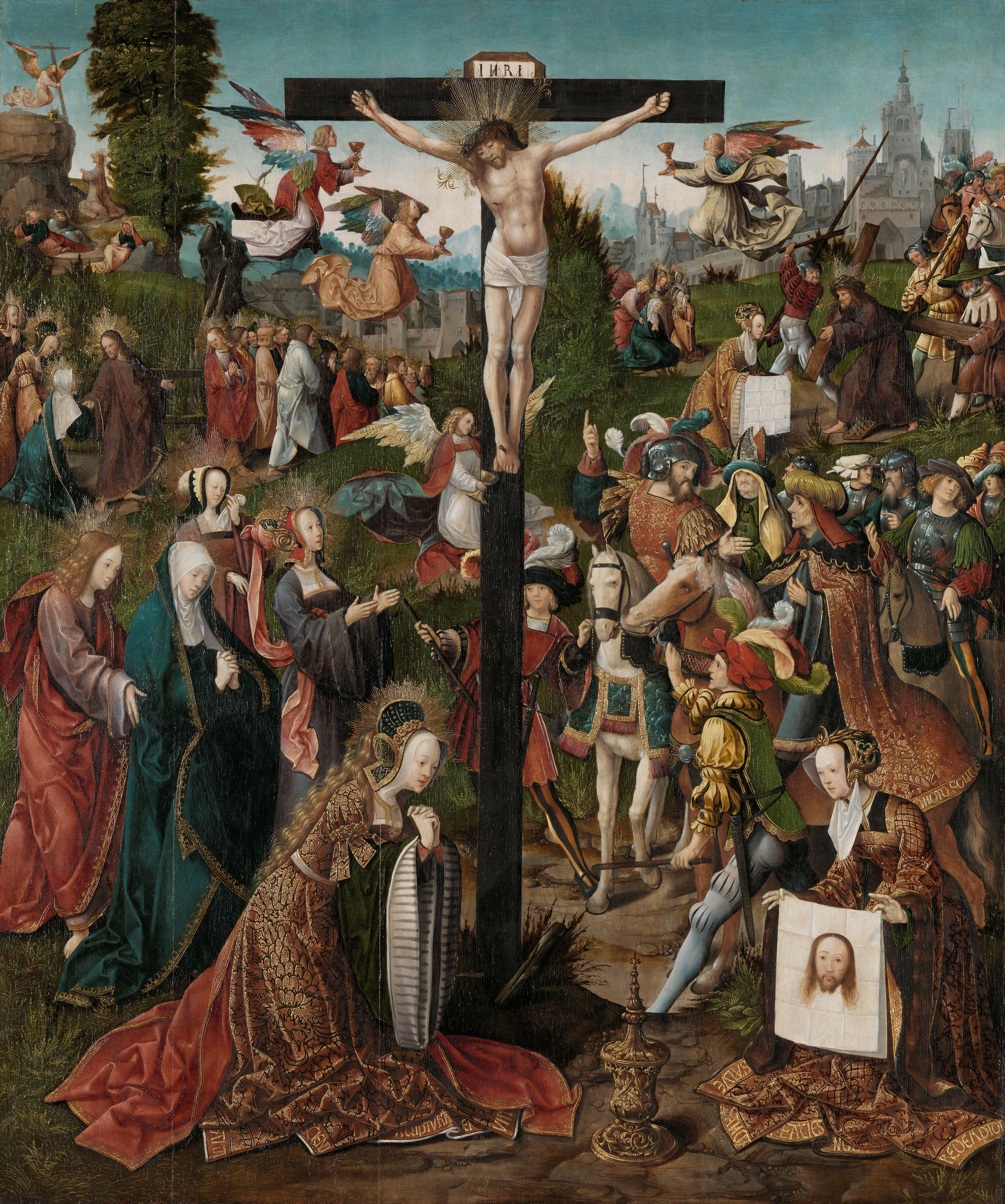
Розп'яття
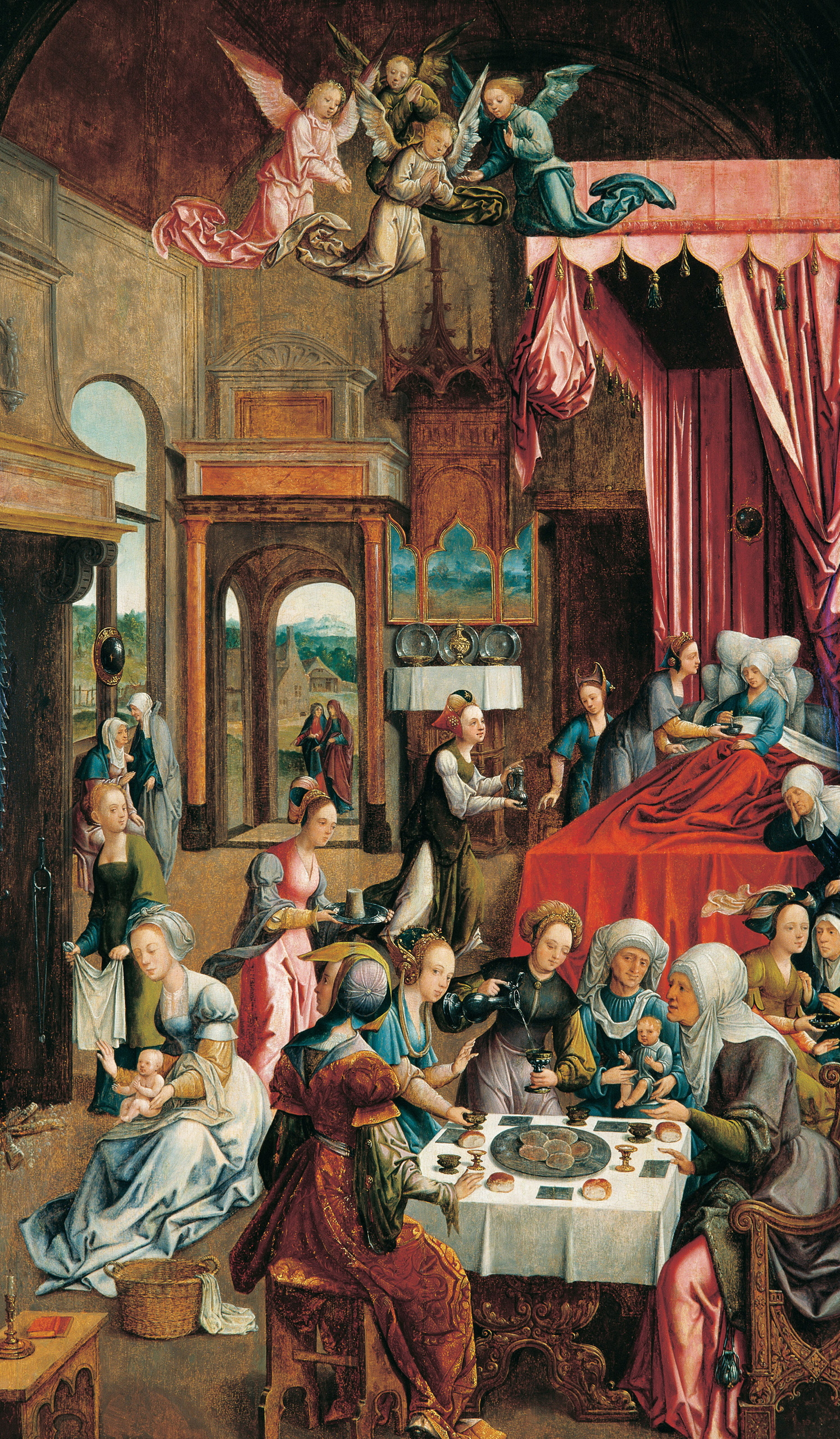
Різдво Богородиці
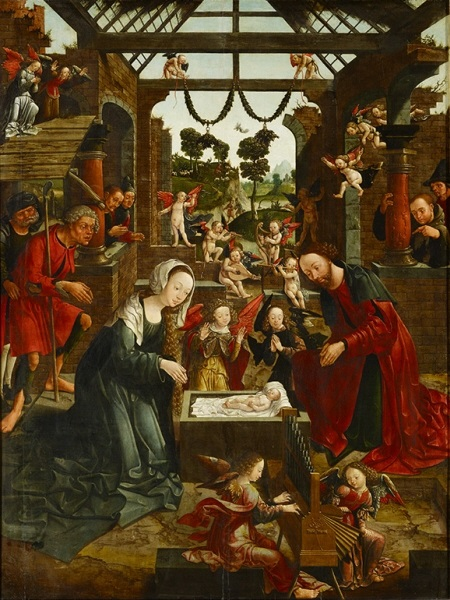
Поклоніння пастухів